# Ryūji Kubota
Ryūji Kubota (jap. 窪田 龍二, Kubota Ryūji; * 24. Juli 1976 in der Präfektur Hyōgo) ist ein ehemaliger japanischer Fußballspieler.

## Karriere
Kubota erlernte das Fußballspielen in der Schulmannschaft der Kobe Koryo Gakuen High School. Seinen ersten Vertrag unterschrieb er 1995 bei den Yokohama Marinos. Der Verein spielte in der höchsten Liga des Landes, der J1 League. Mit dem Verein wurde er 1995 japanischer Meister. Für den Verein absolvierte er 11 Erstligaspiele. 1998 wechselte er zum Ligakonkurrenten Vissel Kōbe. Für den Verein absolvierte er 20 Erstligaspiele. Ende 1998 beendete er seine Karriere als Fußballspieler.

## Erfolge
Yokohama Marinos
- J1 League

Meister: 1995